# Bruno Nachtergaele
Bruno Leo Zulma Nachtergaele (né le 24 juin 1962 à Audenarde ) est un physicien mathématicien belge.

## Biographie
Nachtergaele fait des études de physique à la Katholieke Universiteit Leuven avec une licence en 1984. Il y obtient en 1987 un doctorat en physique théorique sous la direction d'André Verbeure avec une thèse intitulée Exacte resultaten voor het spin-Boson model  écrite en flamand. De 1989 à 1990, Nachtergaele est  instructeur à l'université du Chili. Il travaille ensuite à l' université de Princeton avec Elliott Lieb, où il est instructeur de 1991 à 1993 puis professeur assistant de physique de 1993 à 1996. Il est ensuite professeur associé de 1996 à 2000 et depuis 2000 titulaire en mathématiques à  l'université de Californie à Davis. De 2007 à 2010, il a été président du département de mathématiques de l'université de Californie à Davis.

## Recherches
Ses recherches portent sur la physique mathématique de la mécanique statistique en équilibre ou déséquilibre, les systèmes de spin quantique et l'information quantique. Il s'intéresse aux états fondamentaux et à la dynamique des systèmes de spins quantiques, à la stabilité et aux excitations de faible intensité des interfaces quantiques, aux limites hydrodynamiques des systèmes quantiques à plusieurs corps et aux propriétés de la dynamique des systèmes de réseaux quantiques. Les applications se trouvent dans la physique de la matière condensée, la nanotechnologie, la théorie de l'information quantique et le calcul quantique. 
Il a été coéditeur de deux volumes des œuvres choisies d'Elliott Lieb. Il est un conférencier invité, avec Horng-Tzer Yau, au Congrès international des mathématiciens de 2002, à Pékin ; le titre de sa communication est Derivation of the Euler equations from many-body quantum mechanics.

## Distinctions
Nachtergaele est élu en 2012 Fellow de l'American Mathematical Society et en 2007 Fellow de l'Association américaine pour l'avancement des sciences. Il est John von Neumann Guest Professor à l'Université technique de Munich au printemps 2016.

## Publications (sélection)
Cours
- (en) avec John Hunter, Applied Analysis, Singapore/New Jersey/London etc., World Scientific, 2001, 439 p. (ISBN 981-02-4191-7, présentation en ligne, lire en ligne)
- avec Isaiah Lankham et Anne Schilling, Linear Algebra As an Introduction to Abstract Mathematics, World Scientific, 2016, 198 p. (ISBN 978-981-4730-35-8, lire en ligne)

Articles
- avec Mark Fannes et André Verbeure, « The equilibrium states of the spin-boson model », Comm. Math. Phys., vol. 114,‎ 1988, p. 537–548 (lire en ligne)
- avec Mark Fannes et  Reinhard Werner, « Finitely Correlated States on Quantum Spin Chains », Comm. Math. Phys., vol. 144,‎ 1994, p. 443–490 (lire en ligne)
- avec Michael Aizenman, « Geometric Aspects of Quantum Spin States », Comm. Math. Phys., vol. 164,‎ 1994, p. 17–63 (arXiv cond-mat/9310009)
- avec Elliott Lieb, « The Stability of the Peierls Instability for Ring-Shaped Molecules », Phys. Rev. B, vol. 51,‎ 200, p. 4777–4791 (arXiv cond-mat/9410100)
- avec Horng-Tzer Yau, « Derivation of the Euler Equations from Quantum Dynamics », Commun. Math. Phys., vol. 243,‎ 2003, p. 485–540 (arXiv math-ph/0209027)
- avec Robert Sims, « Recent progress in quantum spin systems », Markov Processes and related fields,‎ 2007 (arXiv math-ph/0512020)
- « Quantum Spin Systems », Encyclopedia of Mathematical Physics, Elsevier,‎ 2006 (arXiv math-ph/0409006)